# Ajams
Ajams war eine französische Automarke.

## Unternehmensgeschichte
M. Ajams gründete das Unternehmen entweder 1919, 1920 oder 1921. Standort war Neuilly-sur-Seine. 1920, 1921 oder 1922 endete die Produktion. MASE übernahm das Konzept.

## Fahrzeuge
Das einzige Modell war ein Cyclecar. Es hatte einen Rohrrahmen im Spaceframe-Stil. Sein wassergekühlter Zweizylindermotor in V-Form hatte einen Hubraum von 1093 cm³ und entwickelte 9 PS (6,6 kW). Die Wagen waren mit Dreiganggetrieben ausgerüstet und besaßen rundum einzeln aufgehängte Räder.